# Folklore du Pas-de-Calais
Le folklore du Pas-de-Calais rassemble l'ensemble des légendes de tradition orale et quelques traditions issues de ces histoires dans le département du Pas-de-Calais. 

## Créatures imaginaires
Le bestiaire imaginaire propre au Pas-de-Calais est abondant, et reprend beaucoup de créatures répandues sous des noms particuliers, comme les loup-garous qui portent ici le nom de leuwarou ou léwarou, ou encore le Diable, nommé ech'Mau. 

### Chelle fureulle
Il s'agit du nom ch'ti pour Feu follet, des êtres en forme de petites flammes réputés égarer les voyageurs qui les rencontraient. Une histoire mentionne qu'un feu follet dans la ville de Saint-Pol, en octobre 1902, provoqua une petite explosion au contact de la flamme de la lanterne d'un ouvrier. 

### Chevaux blêmes
Des chevaux légendaires sont mentionnés dans le folklore de l’Artois, du Ternois et dans le Boulonnais, comme des animaux fabuleux et diaboliques. La blanque jument est une jument blanche et généralement maléfique, qui apparaissait à la tombée du jour ou au milieu de la nuit pour tromper les enfants et les hommes. Elle tentait ces derniers de la monter et son dos pouvait s’allonger pour accueillir, en général, jusqu’à sept cavaliers. Dès qu’ils étaient bien installés sur son dos, la jument les entraînait dans des pièges ou les jetait à l’eau. Elle est mentionnée à Samer. Des créatures très similaires sont également présentes, entre autres le qu'vau blanc, ch'blanc qu'vo de Maisnil ou celui de Vaudricourt, qui portait vingt enfants et finissait par les noyer, ou encore ech'goblin, qui portait un collier à clochettes pour attirer ses victimes. 

### Gra-mère à chindes
La gra-mère à chindes est l'équivalent du marchand de sable dans le Pas-de-Calais. Elle jetait des cendres ou de la poussière dans les yeux des enfants pour les endormir.

### Cauqu’male
Cauqu'male est un être fantastique qui s'asseyait sur la poitrine des dormeurs pour les étouffer et leur provoquer d'horribles cauchemars.

### Croquemitaines
Les lattusées sont des créatures monstrueuses vivant dans les greniers, dont on effrayait les enfants. Le grand-père loripette utilisait sa hotte pour emporter les enfants qui n'étaient pas assez sages. Ches bricassies avaient aussi pour fonction de faire peur aux enfants qui voulaient sortir le soir.

### Ches batteux
Sortes de fantômes, ils se présentaient comme deux batteurs armés d'un fléau (flayer), et empêchaient les voyageurs de passer près de Saint-Pol-sur-Ternoise.

## Pour approfondir